# Nikolaï Kamenski
Pour les articles homonymes, voir Kamenski.
Le comte Nikolaï Mikhaïlovitch Kamenski (le 27 décembre 1776 - 4 mai 1811) est un général russe, fils du feld-maréchal Mikhaïl Fedotovitch Kamenski.
Nikolaï est instruit en même temps que son frère ainé Sergueï, à l'école des cadets. En 1787, il est nommé aide de camp de son père. L'empereur Paul Ier le promeut major-général en 1799, et Nikolaï choisit de joindre Alexandre Souvorov pendant la campagne suisse contre Napoléon.
À la bataille d'Austerlitz, Nikolaï Kamenski, subordonné de Pierre de Bagration, perd 1 600 hommes et parvient à peine à s'échapper sain et sauf. Il se distingue à la bataille d'Eylau et reçoit l'Ordre de Saint-Georges en récompense. Sur quoi il est envoyé avec 8 000 soldats pour soulager le siège de Dantzig, mais il échoue et perd 1 500 hommes. La bataille d'Heilsberg coûte la vie à 1 700 soldats, placés sous son commandement.
La guerre de Finlande — campagne la plus brillante de sa carrière — éclate en 1808. Kamenski y gagne la réputation d'être insouciant de la vie de ses soldats. Cependant, il est promu général en 1809 et remporte d'importants succès contre les Suédois à Kuortane et Oravais. C'est lui qui conçoit le plan audacieux de faire traverser le golfe de Botnie, pris par les glaces, par l'infanterie russe, depuis Vaasa (Vasa) en Finlande vers Umeå au nord de la Suède, et depuis Turku (Âbo) vers les îles Åland. La Suède est obligée de céder la Finlande au tsar.
La guerre dans le nord terminée, Kamenski remplace Bagration à la tête de l'armée du Danube, qui opère contre les Turcs dans la guerre russo-turque de 1806-1812. Accompagné de son frère ainé, Kamenski donne l'assaut à Silistra et Pazardžik  mais ne parvient pas à prendre Choumen et Roussé. Le 26 octobre 1810 il défait rondement l'armée d'Osman Pacha forte de 40 000 hommes à Vidin. Les Russes n'ont perdu que 1 500 hommes, contre 10 000 pour leurs adversaires.
Le 4 février 1811, Kamenski attrape la fièvre et doit être transporté à Odessa pour convalescence, laissant le commandement à Louis Alexandre Andrault de Langeron. Il meurt trois mois plus tard à l'âge de 34 ans. Il n'aura survécu que 2 ans à son père.

## Sources
- (en) Cet article est partiellement ou en totalité issu de l’article de Wikipédia en anglais intitulé « Nikolay Kamensky » (voir la liste des auteurs) dans sa version du 25 août 2007.